# Mitchelstown
Mitchelstown (Irsk: Baile Mhistéala) er en irsk by i County Cork i provinsen Munster, i den sydlige del af Republikken Irland med en befolkning (inkl. opland) på 3.365 indb i 2006 (3.300 i 2002).